# Бюст-паметник на Михаил Маджаров
Бюст-паметникът на Михаил Маджаров се намира в „Маджаров парк“ в град Копривщица, дарен на храма „Успение на Пресвета Богородица“. Паркът е наречен на негово име, а паметникът е поставен през 1946 г.
Бюстът е направен още през 1934 година и първоначално е бил с кабинетно предназначение. Впоследствие става съставна част от паметника и е в своеобразен комплекс с намиращата се в подножието на парка Маджарова чешма на ул Геренилото, построена през 1947 г. Автор на бюста е големият български скулптор професор Иван Лазаров. Като част от паметника бюстът не е много голям, но фундаментът му го прави значително по-висок. Пространството между леките подпорни стени до 2001 г. е заемано от танцова площадка. На тази дата тогавашното правителство построява детско спортно съоръжение, с предимно дървена конструкция. Поради лошо отношение са ограбени свързващите метални скоби и инсталацията започва да се руши. Поради смяната на властта в България средства за ремоммнт не са отпуснати и детско съоръжение е оставено на доизживяване и по-късно – демонтирано.
През месец юни 2011 година след повреда скулпторът Стефан Беязов възстановява увредения нос на бюста и поставя надпис с годините на раждане и смърт на велия българин.
Маджаровият парк се намира почти в края на улица „Геренилото“, малко след вратата към надгробния паметник на Димчо Дебелянов. Стълбите покрай чешмата водят ценителите до мястото на паметника.

## Галерия
- Маджарова чешма
- Маджарова чешма
- Бюст на Михаил Маджаров
- Танцовата площадка в Маджаров парк
- Стълби към Маджаров парк
- Вход към паметника на Димчо Дебелянов
- Фриз на Михаил-Маджаровата чешма в стил Български барок